# 南托鎮區 (北卡羅萊納州揚西縣)
南托鎮區（英語：South Toe Township）是位於美國北卡羅萊納州揚西縣的一個鎮區。

## 地方資料
南托鎮區的面積為156.44平方千米，皆為陸地。根據2020年美國人口普查的數據，當地共有人口2060人，而人口密度為每平方千米13.17人。